# 中山村 (高知県)
中山村（なかやまむら）は、高知県安芸郡にあった村。現在の安田町の北半にあたる。

## 地理
- 河川：安田川

## 歴史
- 1889年（明治22年）4月1日 - 町村制の施行により、間下村・内京坊村・正弘村・別所村・中ノ川村・西ノ川村・与床村・小川村・日々入村・船倉村・瀬切村（いずれも中山村の小村）の区域をもって発足。
- 1943年（昭和18年）10月1日 - 安田町に編入。同日中山村廃止。